# Голод на Украине (1921—1923)
Го́лод на Украи́не (1921—1923) — массовый голод на территории южных губерний УССР.

## Причины голода
До 1923 года Украина (как УНР и УССР) формально была независима от РСФСР, что не мешало правительству последней вывозить хлеб с территории Украины.
В 1919 году Красной армии в ходе Гражданской войны удалось взять Киев, куда переехало правительство Украинской ССР. В селах начался вывоз зерна и крупного рогатого скота на территории РСФСР. Александр Шлихтер, будучи на тот момент комиссаром, писал, что с территории Украины было вывезено 8,5 миллионов пудов хлеба вместо 50, на которые надеялось правительство, и на этом фоне начался голод. Также его расширению поспособствовала засуха и неурожай, захватившие самые важные зерновые регионы России: Поволжье, Кубань, Северный Кавказ, а на Украине её южные степи. На юге Украины осенью 1920, зимой и осенью 1921 года выпало лишь 3/4 нормы осадков. Катастрофическая ситуация была на территории Екатеринославской, Херсонской, Донецкой, Запорожской, Одесской, Николаевской и Харьковской губерний. Благодаря северным и правобережным районам, которые меньше пострадали от неурожая, на Украине было собрано 300 миллионов пудов зерна или 30 % от урожая 1916 года.
Многие десятилетия в советских школьных учебниках упоминалось только о голоде на территории Поволжья, но о том, что он охватил и территории Южной Украины, ничего не упоминалось. Так и объявлялось перед западным миром, откуда Ленин и его соратники просили продовольственную помощь в названный регион.

## Действия правительства УНР
Про голод в УНР правительство начало заявлять уже осенью 1921 года. Так, в сентябре 1921 года уполномоченный представитель УНР Александр Шульгин обратился с просьбой помощи голодающему украинскому населению к Фритьофу Нансену, а через месяц УНР повторила в Париже.
Партизаны Холодного Яра до своего разгрома в 1922 году регулярно совершали диверсии в центральной Украине, мешая Красной армии увозить продовольствие, и таким образом спасая целые села от гибели.

## Масштабы голода
Голод расширялся на юге Украины. К Екатеринославской и Запорожской губерний в конце 1921 года присоединяются Николаевская и Одесская губернии.
Голод уже весной 1921 года охватил также Крымскую АССР и северные уезды бывшей Таврической губернии, переданные по новому делению УССР. И на начало января 1922 года количество голодающих здесь достигло 1 890 000 человек, в марте — 3 250 000, в июне — 4 103 000. Представитель Комитета, аккредитованного в Женеве, Нансен сообщил о 8 000 000 голодающих зимой на юге Украины.
Голод стал причиной увеличения случаев смерти. За январь-март 1922 года в Херсоне родилось 918 человек, а умерло — 5405. В четырёх городах Николаевской губернии появилось на свет 1199 человек, а ушло с него — 7323.
Представитель организации помощи Нансена капитан Видкун Квислинг, очевидец этого голода, рассказал в своей телеграмме в феврале 1922 года, что «на Украине умирают приблизительно 7 миллионов человек в этом ужасном значении этих слов». Это, подчеркнул Квислинг, — без остальных украинских территорий, к которым, в первую очередь, он относил Кубань.

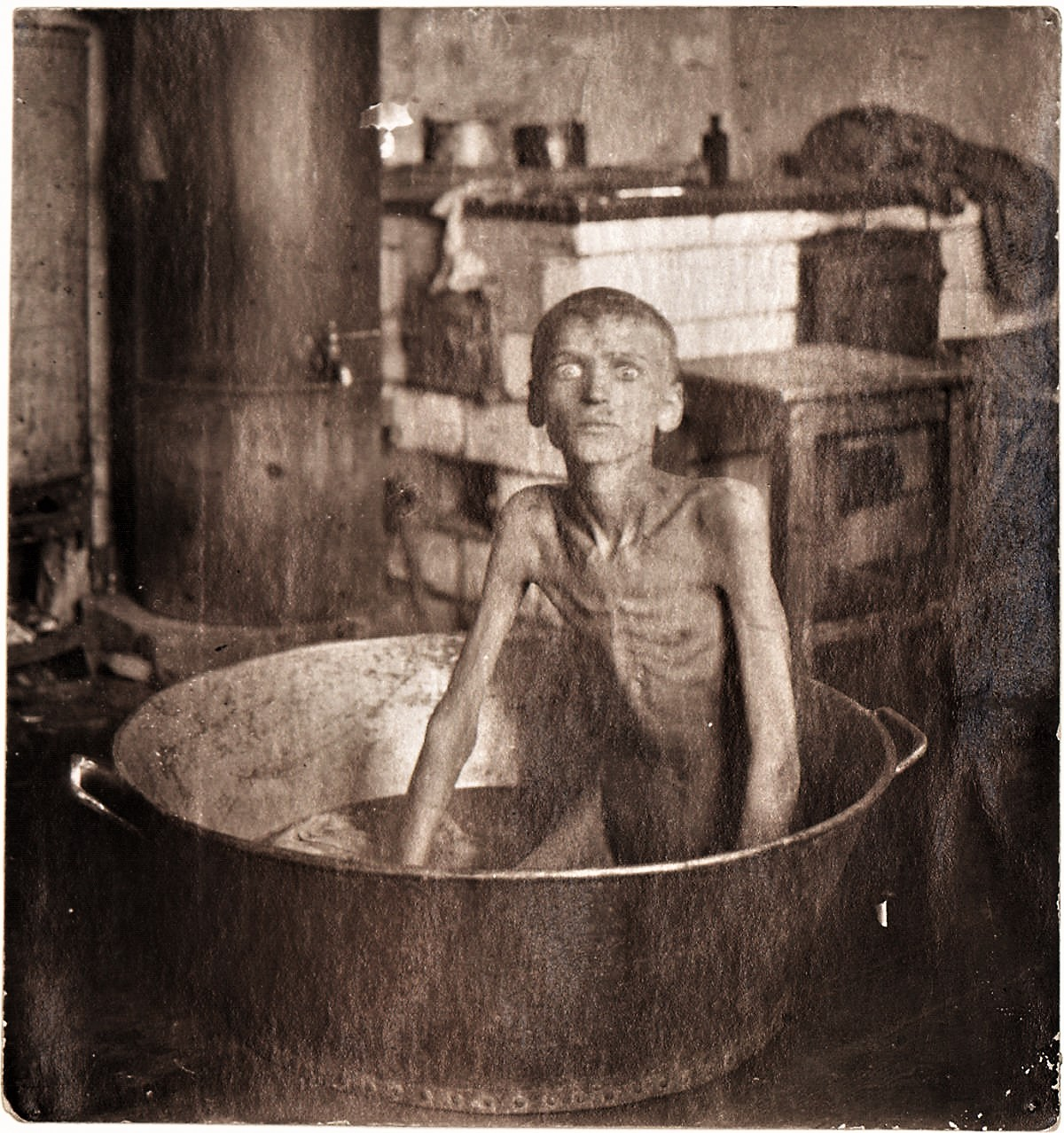
Мальчик из деревни Благовещенка (Запорожская губерния, Украина) Илларион Нищенко во время голода 1921—1922 гг. убил своего трёхлетнего брата и съел его

## Действия советской власти

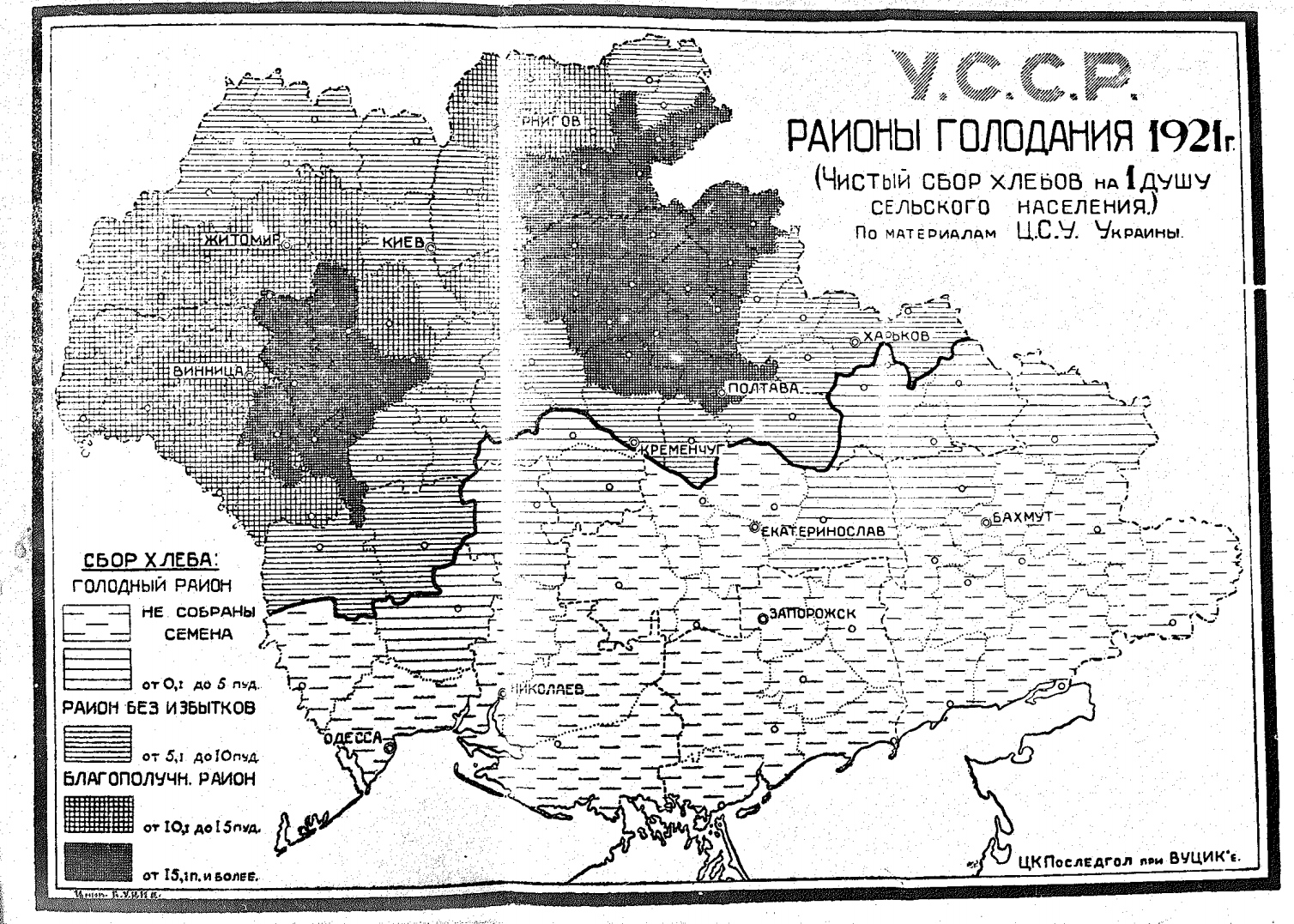
Регионы, поражённые голодом по данным советской комиссии помощи голодающим. Важно, что в «районах без избытков» и в «благополучных районах» также было много голодающих

12 мая 1921 года Владимир Ленин подписал телеграмму СНК УССР в Харьков с просьбой принять меры для отправки в мае 1921 года не менее 1 миллиона пудов хлеба в центральные губернии РСФСР.
28 июня 1921 года глава СНК В. Ульянов в телеграмме наркому Христиану Раковскому и ЦК КП(б)У «предлагал немедленно возобновить отправку хлеба на север, не менее 30 вагонов ежедневно».
В тот же день от Максима Горького пришёл проект «Комитета помощи голодающим». Владимир Ленин предложил «объединить наш и горьковский проект». На следующий день проект был рассмотрен на заседании политбюро ЦК РКП(б) и для мер противодействия членам комитета — государственным деятелям Николаю Кишкину, Сергеем Прокоповичем и т. д. была создана коммунистическая группа в Комитете. Всероссийский комитет помощи голодающим был создан 21 июля 1921 года, а уже 27 августа был ликвидирован указом Владимира Ленина: «Прокоповича сегодня же арестовать по обвинению в противоправительственной речи (на собрании, где был Рунов) и продержать месяца три, пока обследуем это собрание тщательно»
Не позднее июля 1921 года Владимир Ленин писал, имея ввиду Россию:

Если район, охваченный неурожаем и голодный, обнимает территорию с 25 миллионами населения, то не следует ли рядом мер самых революционных взять с этого именно района молодёжь в армию в количестве около 500 тысяч штыков? (и даже может быть до 1 миллиона?)

Цель: помочь населению до известной степени, ибо прокормим часть голодных, и, может быть, посылками домой хлеба поможем до известной степени голодным. Это первое. А второе: поместить эти 1/2 миллиона на Украине, чтобы они помогли усилению продработы, будучи сугубо заинтересованы в ней, особенно ясно сознавая и чувствуя несправедливость обжорства богатых крестьян на Украине.

Урожай на Украине приблизительно определяют (Раковский) 550—650 миллионов пудов. Вычитая 150 миллионов пудов на обсеменение и 300 (15 x 20 = 300) на прокорм семьи и скота, получим остаток (550—450 = 100; 650—450 = 200) в среднем около 150 миллионов пудов. Если поставить на Украине армию из голодных губерний, этот остаток можно бы собрать (налогом + товарообмен + особыми реквизициями с богатых на помощь голодным) полностью.— Ленин В. И. Полное собрание сочинений. Изд. пятое. Т. 44. — М.: Изд-во политич. лит-ры, 1974. — С. 67.
Таким образом, этот документ разрешал красноармейцам РСФСР отсылать домой продовольствие из Украины.
Не обращая внимания на неурожай, 28 июля 1921 года ЦК КП(б)У послал ЦК РКП(б)У телефонограмму, в которой гарантировал сбор в Украинской ССР 100 миллионов пудов продовольственного налога, 20 миллионов пудов налога на помол и 10 миллионов пудов с товарообмена. Кроме того, 17 миллионов пудов отделить от поступлений продовольственный налог для созданий губернских фондов комбеда.
28 июля 1921 года наркомзем Украинской ССР сообщал, что к переселенческому отделу наркомата ежедневно начали прибывать бывшие начали ежедневно прибывать ходоки от бывших переселенцев Украины, которые жили в РСФСР, с ходатайством про разрешение на возвращение на родину. Ходоки утверждали, что выразили желание вернутся и начали стихийно переселяться 20 тысяч в Оренбургскую, 20 тысяч в Уфимскую и 300 тысяч в Самарскую губерниях.
Уже 2 августа 1921 года Ленин написал «Обращение к крестьянам Украины» с призывом помочь населению неурожайного Поволжья, которое власти воспринимали как императив.
Именно в эти месяцы 1922 года, когда повышается количество голодающих на юге Украины (кроме коренного этноса, пострадали и немцы, болгары, греки, чехи, шведы, молдаване, русские), глава наркома Украинского ССР Христиан Раковский (что?) министру иностранных дел Великобритании Керзону остановкой поставок украинского хлеба, если Великобритания не найдёт пути примирения с РСФСР в то самое время, когда для голодных детей юга Украины правительство Украинской ССР просят у Американской администрации помощи 100 тысяч пайков. Эта организация пыталась помочь голодающим, будучи под постоянным надзором ЧК. После этого власть пыталась обвинить их в подрыве устоев «власти рабочих и крестьян». Вместе с этим 16 июля 1922 года ВЦИК запретил до конца года переселение в пределах советских республик.
Помогали и украинцы в Чехословакии. 29 июля 1922 года к Мелитопольскому уезду Украинской ССР отправили третий эшелон с продовольствием для голодающих из 13 вагонов, 2 из которых назначалось для чешских колонистов. По состоянию на 1 августа чиновники сообщали, что в Константиноградском уезде зарегистрировано 8960 голодающих, среди них — 5 тысяч детей, перспективы урожая неутешительные — град частично или полностью уничтожил посевы зерновых площадью 67 329 десятин пахотных земель. План помощи голодающим Запорожской области выполнен на 80 % (доставлено 254 вагона с 300 тысячами пудов продуктов), в Екатеринославской — на 83,2 % (204 вагона с 254 000 пудами) на Донбассе — на 78,1 % (175 вагонов с 352 тысячами пудов), в Николаевской — на 80 % (136 вагонов), в Крыму — 92,5 % (87 вагонов). На заседании Политбюро ЦК КП(б)У послушно выполняют распоряжения Наркомпрода РСФСР Моисея Фрумкина, выдавший распоряжение на вывоз хлеба из Украины. Только 10 марта 1922 года Раковский, Мануильский, Фрунзе, Чубарь, Иванов и Косиор одобрили решение о том, чтобы «выяснить количество вывезенного в РСФСР хлеба и составить официальный акт».
Когда в мае были сделаны подсчёты, то выяснилось: к новому урожаю не хватает по государственной линии снабжения 1,6 миллиона пудов.
4 августа 1921 года ЦК КП(б)У разразился рядом постановлений. Среди них:
- СНК Украинской ССР распространила на территорию Украинской ССР действие постановления СНК РСФСР «Про запрет въезда на Украину, Северный Кавказ, Туркестан и Сибирь» от 22 июля 1921 года с целью остановить распространение холеры.
- Политбюро ЦК РКП(б)У утвердило директивы по борьбе с бандитизмом (повстанческим крестьянским движением). Разработана система профилактических мероприятий. Путем привлечения к борьбе с бандитизмом бедных крестьян через введение пятихатников и десятихатников и института особых ответственных людей, который назначался по классовой принадлежности.
- Принято поднятие перед ЦК РКП(б) вопроса об отправке толстовцев, включая профессора Черткова, в Великобританию для агитации в пользу помощи голодающим.
- СНК Украинской ССР принял декрет «Дополнение к декрету о натурналоге». Ввиду неурожая южных уездов и хорошего урожая в северо-западных уездах, одобрено дополнение к натуральному налогу на хлеб, картофель и масличных культур. Считая 7-й разряд урожайности от 57 до 85 пудов, ввести три новых разряда урожайности, а именно: восьмой разряд — 85-105 пудов, девятый разряд — 105—115 пудов, десятый разряд — выше 115 пудов.
- Политбюро ЦК КП(б)У приняли к сведению обязательство Запорожского губкома КП(б)У и губисполкома о вывозе 1 000 000 пудов хлеба.
- Постановление про кампанию борьбы с голодом. Губкомам дано указание, что «при проведении кампании необходимо отделить требования к борьбе с голодом в России от требований борьбы с неурожаем на Украине, где помощь регионам, пострадавшим от неурожая, могла быть получена своими уездами или губернскими деньгами».

6 августа 1921 года Владимир Ленин обменялся телеграммами с наркомом продовольствия Украинской ССР Мироном Владимировым в Харькове. Дан указ на продажу соли исключительно обменом на хлеб и только тем крестьянам, которые оплатили не менее четверти продналога. 9 августа СНК Украинской ССР принял постановление «О порядке перевоза продуктов железной дорогой и водным путям», означалось, что к разрешённым к перевозу пассажирами 3 пуда продуктов, могли входить и не более 10 фунтов соли и 5 фунтов сахара.
3 сентября 1921 года Политбюро ЦК КП(б)У приняли постановление о размере государственного хлебного фонда и количестве хлеба, которое Украинская ССР должна передать РСФСР. Поддержано предложение Фрумкина установить количество хлеба, которое Украина должна передать России, минимум 30 миллионов пудов, даже во вред местному снабжению. Предложено принять директиву губкомам КП(б)У и губисполкомам про проведение на съездах Комитета бедных крестьян решения о подсчёте в пользу голодающих 50 % фонда Комитета бедных крестьян.
20 сентябрь 1921 года Политбюро ЦК КП(б)У поддержало план вывоза продовольствия для РСФСР в размере 57 миллионов пудов с условием, что через два месяца плановое задание должно быть увеличенным. 23 сентября, не имея рычагов давления на реальное положение дел, СНК Украинской ССР принял постановление о провозглашении части земель Украины территорией государственных заготовок для товарообмена, а именно Черниговскую, Подольськую, Киевскую, Полтавскую и Кременчугскую губернии территорией государственных заготовок под хлеб, кормовых и масличных культур.
ЦК КП(б)У поддержал специальное решение о обеспечение пайками партийных деятелей в голодающих губерниях. Не партийным деятелям паек не обеспечивался.
7 или 8 октября 1921 года Ленин подписал проекты постановлений и постановления Совета работы и обороны от 7 октября о вывозе 57 миллионов пудов хлеба из Украинской ССР.
12 октября 1921 Политбюро ЦК КП(б)У расширило действие всех постановлений ЦК РКП(б) о расстрелах. 11 ноября в Запорожской губерни был проведён подсчёт голодающих, по предварительным данным, голодало более 175 тысяч человек, население питалось суррогатами, преимущественно жмыхом; больше всего пострадало от голода 7 волостей Запорожского уезда, 5 Мелитопольского, 2 Гуляйпольского. 19 декабря органы власти заявили, что в Верхнеднепровском уезде голодало 35 тысяч человек, а в 11 уездах Екатеринославской губернии голодало приблизительно 75 % населения.
7 октября 1922 года в Харькове комиссия уполномоченная ВЦИК для исследования обстановки в голодающих регионах (глава Вениамин Ермощенко): обстановка в голодающих регионах, кроме Одесского уезда, была труднее, чем в предыдущем году. На середину октября в Екатеринославской губернии голодало 200 тысяч человек, из них — 96 тысяч детей, 40 тысяч крестьянских хозяйств требовали помощи семенами. Четыре уезда нуждались в незамедлительной помощи. По спецдонесению на 15 ноября в Донецкой губернии голодало 500 000 человек, из них четверть — в Мариупольском уезде, американская администрация помощи работала и тут, где кормила 11 000 детей; по данным губернской комиссии помощи голодающим, на голодную смерть была обречена половина голодающих.
3 января 1923 года по предложению народного комиссара иностранных дел СССР Георгия Чичерина правительство СССР предложило советской прессе и газете, которые получали субсидии от правительства СССР, временно, до прекращения Лозаннской конференции и возвращения Чичерина, воздержаться от публикаций новостей о голоде на юге Украины, в Северном Кавказе и в Крыму.

## В кинематографе
- Чёрный ворон (2019) — упоминается главными героями, партизанами Холодного Яра, которые в первые годы советской власти боролись с продразвёрсткой проводимой большевиками, усугублявшей положение села.